# Berchemia pakistanica
Berchemia pakistanica är en brakvedsväxtart som beskrevs av K. Browicz. Berchemia pakistanica ingår i släktet Berchemia och familjen brakvedsväxter. Inga underarter finns listade i Catalogue of Life.